# Sant Genèis de Malifaus
Saint-Genest-Malifaux és un municipi francès situat al departament del Loira i a la regió d'Alvèrnia-Roine-Alps. L'any 2007 tenia 2.891 habitants.

## Demografia

### Població
El 2007 la població de fet de Saint-Genest-Malifaux era de 2.891 persones. Hi havia 1.058 famílies de les quals 308 eren unipersonals (125 homes vivint sols i 183 dones vivint soles), 293 parelles sense fills, 389 parelles amb fills i 68 famílies monoparentals amb fills.
La població ha evolucionat segons el següent gràfic:
Habitants censats

### Habitatges
El 2007 hi havia 1.460 habitatges, 1.097 eren l'habitatge principal de la família, 354 eren segones residències i 9 estaven desocupats. 987 eren cases i 468 eren apartaments. Dels 1.097 habitatges principals, 690 estaven ocupats pels seus propietaris, 369 estaven llogats i ocupats pels llogaters i 38 estaven cedits a títol gratuït; 11 tenien una cambra, 102 en tenien dues, 241 en tenien tres, 278 en tenien quatre i 465 en tenien cinc o més. 762 habitatges disposaven pel capbaix d'una plaça de pàrquing. A 448 habitatges hi havia un automòbil i a 499 n'hi havia dos o més.

### Piràmide de població
La piràmide de població per edats i sexe el 2009 era:
| Homes | Edats   | Dones |
| ----- | ------- | ----- |
| 0     | 95 o +  | 8     |
| 0     | 90 a 94 | 24    |
| 16    | 85 a 89 | 32    |
| 16    | 80 a 84 | 40    |
| 24    | 75 a 79 | 40    |
| 36    | 70 a 74 | 60    |
| 84    | 65 a 69 | 60    |
| 44    | 60 a 64 | 68    |
| 52    | 55 a 59 | 44    |
| 104   | 50 a 54 | 88    |
| 108   | 45 a 49 | 104   |
| 96    | 40 a 44 | 88    |
| 112   | 35 a 39 | 96    |
| 80    | 30 a 34 | 84    |
| 108   | 25 a 29 | 92    |
| 108   | 20 a 24 | 60    |
| 96    | 15 a 19 | 124   |
| 128   | 10 a 14 | 108   |
| 88    | 5 a 9   | 60    |
| 72    | 0 a 4   | 48    |

## Economia
El 2007 la població en edat de treballar era de 1.792 persones, 1.332 eren actives i 460 eren inactives. De les 1.332 persones actives 1.247 estaven ocupades (682 homes i 565 dones) i 85 estaven aturades (33 homes i 52 dones). De les 460 persones inactives 132 estaven jubilades, 219 estaven estudiant i 109 estaven classificades com a «altres inactius».

### Ingressos
El 2009 a Saint-Genest-Malifaux hi havia 1.080 unitats fiscals que integraven 2.712,5 persones, la mediana anual d'ingressos fiscals per persona era de 19.578 €.

### Activitats econòmiques
Dels 154 establiments que hi havia el 2007, 4 eren d'empreses alimentàries, 3 d'empreses de fabricació de material elèctric, 12 d'empreses de fabricació d'altres productes industrials, 19 d'empreses de construcció, 34 d'empreses de comerç i reparació d'automòbils, 12 d'empreses de transport, 15 d'empreses d'hostatgeria i restauració, 4 d'empreses d'informació i comunicació, 5 d'empreses financeres, 5 d'empreses immobiliàries, 14 d'empreses de serveis, 18 d'entitats de l'administració pública i 9 d'empreses classificades com a «altres activitats de serveis».
Dels 39 establiments de servei als particulars que hi havia el 2009, 1 era una oficina d'administració d'Hisenda pública, 1 gendarmeria, 1 oficina de correu, 2 oficines bancàries, 3 tallers de reparació d'automòbils i de material agrícola, 1 autoescola, 1 paleta, 2 guixaires pintors, 4 fusteries, 5 lampisteries, 5 electricistes, 3 perruqueries, 2 veterinaris, 6 restaurants, 1 agència immobiliària i 1 saló de bellesa.
Dels 16 establiments comercials que hi havia el 2009, 5 eren botiges de menys de 120 m², 4 fleques, 3 carnisseries, 2 botigues d'electrodomèstics, 1 una botiga de material esportiu i 1 una floristeria.
L'any 2000 a Saint-Genest-Malifaux hi havia 48 explotacions agrícoles que ocupaven un total de 1.628 hectàrees.

## Equipaments sanitaris i escolars
El 2009 hi havia 1 hospital de tractaments de mitja durada (seguiment i rehabilitació) i 1 farmàcia.
El 2009 hi havia 4 escoles elementals. Saint-Genest-Malifaux disposava d'un col·legi d'educació secundària amb 346 alumnes.

## Poblacions més properes
El següent diagrama mostra les poblacions més properes.